# Nemesis (berg- och dalbana)
För andra betydelser, se Nemesis (olika betydelser).
Nemesis är en berg- och dalbana, byggd i stål, som invigdes 19 mars 1994, i den brittiska nöjesparken Alton Towers.

## Om berg- och dalbanan
Banan är en så kallad inverterad stålbana, vilket innebär att passagerarna sitter i säten utan golv, som hänger under rälsen.